# Leptotroga armstrongi
Leptotroga armstrongi är en fjärilsart som beskrevs av Willie Horace Thomas Tams 1935. Leptotroga armstrongi ingår i släktet Leptotroga och familjen nattflyn. Inga underarter finns listade i Catalogue of Life.